# Steve Finnan
Stephen John »Steve« Finnan, irski nogometaš, * 24. april 1976, Limerick, Irska. 
Finnan je edini nogometaš. ki je igral na Svetovnem prvenstvu, Ligi prvakov, Pokalu UEFA, vseh štirih ligah angleškega nogometa ter angleški konferenci.

## Klubska kariera

### Začetki
Finnan se je že v mladosti z družino preselil v Chelmsford v Anglijo, kjer je začel svojo nogometno kariero v klubu Wimbledon. Pri šestnajstih letih je prestopil k Welling Unitedu. Prvo profesionalno pogodbo je podpisal leta 1995 s klubom Birmingham City, od koder pa je zaradi premajhne vloge v klubu kmalu odšel k Notts Countyju, sprva kot posojen igralec, kasneje pa je z njimi podpisal pogodbo. Tam se je uvrstil v prvo ekipo in kmalu postal zanimiv tudi za druge, bolj uveljavljene klube.

### Fulham
Po nekaj dobrih predstavah v dresu Countyja v sezoni 1997/98 je Fulham Notts Countyju novembra 1998 zanj ponudil 600.000 funtov. Finnan je tako spet zamenjal klub in se na Craven Cottageu takoj prikupil tako vodstvu kluba kot navijačem.
S Fulhamom je leta 1999 osvojil prvo mesto v drugi diviziji championshipa ter nato leta 2001 še naslov prvaka prve divizije.
V prvi sezoni Premiershipa je Finnan igral odlično in bistveno pripomogel k temu, da se je Fulham kvalificiral za UEFA pokal Intertoto. V sezoni 2001/02 je bil izglasovan za ekipo leta PFA, ki jo vsako leto izberejo profesionalni angleški nogometaši. Fulham je tega leta osvojil pokal Intertoto.

### Liverpool
Poleti 2003 se je za Finnana začelo zanimati veliko najvidnejših angleških klubov, na koncu pa je Steve za 3,5 milijonov funtov prestopil k Liverpoolu.
Prva sezona na Anfieldu je bila za Steva Finnana v znamenju poškodb, Liverpool pa je sezono na koncu končal na četrtem mestu na angleški lestvici in se tako uvrstil med nastopajoče v Ligi prvakov. 
V sezoni 2004/05 je postal stalni član prve enajsterice. V tej sezoni je tako igral v finalu pokala Carling, kjer je Liverpool izgubil proti Chelsea s 3:2, na finalni tekmi Lige prvakov proti A.C. Milanu. Tekmo je Liverpool dobil, Finnan pa se je na tekmi poškodoval tako, da je bil v drugem polčasu zamenjan. 
Tudi v sezoni 2005/06 je bil stalni član prve postave, večino tekem pa je odigral na visokem nivoju. Na koncu sezone je Liverpool osvojil FA pokal.
Tudi v sezoni 2006/07 je Finnan imel mesto v prvi postavi kluba, kljub prihodu novega igralca Alvara Arbeloe. Tudi to sezono je odigral na visokem nivoju in dosegel pozitivne kritike navijačev, ki so ga na uradni strani kluba uvrstili na seznam najpomembnejših igralcev kluba. 
Za klub je v prvi postavi leta 2007 nastopil na finalni tekmi Lige prvakov, a ga je v 88. minuti zamenjal Arbeloa. Liverpool je na koncu tekmo izgubil z 2:1. 23. julija je Finnan za tri leta podaljšal pogodbo z Liverpoolom.
19. avgusta 2007 je bil Finnan vpleten v kotroverzno enajstmetrovko, ko je igralec Chelsea Florent Malouda padel v kazenskem prostoru. Sodnik Rob Styles je takrat dosodil enajstmetrovko, ker je menil, da je Finnan napravil prekršek nad Maloudajem. Video posnetki so pokazali, da ni prišlo do stika igralcev, zaradi česar je bil Styles za en teden suspendiran, hkrati pa se je moral uradno opravičiti Liverpoolu. Na koncu je bil rezultat tekme Liverpool 1–1 Chelsea. Za Liverpool je v 16. minuti zadel Fernando Torres, za Chelsea pa z enajstih metrov Frank Lampard.
Finnan je 28. avgusta 2007 prišel v top 100 nogometašev Liverpoola po številu nastopov, ko je kot zamenjava vstopil v igro na tekmi protu Toulousu.
Sky Sports je objavil novico, da je Finnan po prvem zadetku za Liverpool postal edini Liverpoolov igralec, ki je zadel v vseh petih angleških ligah. Kasneje se je pojavil podatek, da ta rekord deli z Jimmyjem Willisom.

## Reprezentančna kariera
Po nastopanju za Irsko nogometno reprezentanco do 21 let je Steve Finnan leta 2000 prestopil v člansko reprezentanco. Prvič je nastopil na tekmi med Irsko in Grčijo, ko je v ekipi zamenjal poškodovanega Stephena Carra. 
Stalno mesto v prvi postavi reprezentance si je zagotovil proti koncu kvalifikacij za Svetovno prvenstvo v nogometu 2002, ko je bil podajalec h golu Jasona McAteerja na tekmi proti Nizozemski, septembra 2001. Tekmo je Irska dobila z 1:0. Po uvrstitvi na prvenstvo je Steve zaigral na vseh štirih nastopih svoje reprezentance v Južni Koreji in Japonski. Zaradi poškodbe pa ni mogel nastopiti na tekmi za finale Evropskega prvenstva 2004. Nastopil je tudi na vseh tekmah za kvalifikacijo na Svetovno prvenstvo v nogometu 2006.
Finnan je 22. januarja 2008 objavil svoj umik iz reprezentance, za katero je nastopil na 50 mednarodnih tekmah. Zaenkrat še ni jasno ali so bo premislil po tem, ko je postal novi irski selektor Giovanni Trapattoni.

## Statistika
- Posodobljeno na 8. februar 2008

| Klub                                                                             | Sezona  | Domača liga1 | Domača liga1 | FA pokal | FA pokal | Ligaški pokal | Ligaški pokal | Evropa  | Evropa | Ostalo  | Ostalo | Skupaj  | Skupaj |
| Klub                                                                             | Sezona  | Nastopi      | Goli         | Nastopi  | Goli     | Nastopi       | Goli          | Nastopi | Goli   | Nastopi | Goli   | Nastopi | Goli   |
| -------------------------------------------------------------------------------- | ------- | ------------ | ------------ | -------- | -------- | ------------- | ------------- | ------- | ------ | ------- | ------ | ------- | ------ |
| Liverpool                                                                        | 2007–08 | 17           | 0            | 2        | 0        | 1             | 0             | 6       | 0      | 0       | 0      | 29      | 0      |
| Liverpool                                                                        | 2006–07 | 31           | 0            | 1        | 0        | 0             | 0             | 11      | 0      | 1       | 0      | 44      | 0      |
| Liverpool                                                                        | 2005–06 | 33           | 0            | 6        | 0        | 0             | 0             | 12      | 0      | 1       | 0      | 52      | 0      |
| Liverpool                                                                        | 2004–05 | 33           | 1            | 0        | 0        | 5             | 0             | 14      | 0      | 0       | 0      | 52      | 1      |
| Liverpool                                                                        | 2003–04 | 22           | 0            | 3        | 0        | 0             | 0             | 6       | 0      | 0       | 0      | 31      | 0      |
| Liverpool Skupaj                                                                 |         | 136          | 1            | 12       | 0        | 6             | 0             | 49      | 0      | 2       | 0      | 208     | 1      |
| Fulham                                                                           | 2002–03 | 32           | 0            | 3        | 0        | 1             | 0             | 5       | 0      | 0       | 0      | 41      | 0      |
| Fulham                                                                           | 2001–02 | 38           | 0            | 6        | 0        | 3             | 0             | 0       | 0      | 0       | 0      | 47      | 0      |
| Fulham                                                                           | 2000–01 | 45           | 2            | 1        | 0        | 2             | 0             | 0       | 0      | 0       | 0      | 48      | 2      |
| Fulham                                                                           | 1999–00 | 35           | 3            | 4        | 1        | 6             | 0             | 0       | 0      | 0       | 0      | 45      | 4      |
| Fulham                                                                           | 1998–99 | 22           | 2            | 4        | 0        | 0             | 0             | 0       | 0      | 1       | 0      | 27      | 2      |
| Fulham Skupaj                                                                    |         | 172          | 7            | 18       | 1        | 12            | 0             | 5       | 0      | 1       | 0      | 208     | 8      |
| Notts County                                                                     | 1998–99 | 13           | 0            | 0        | 0        | 0             | 0             | 0       | 0      | 0       | 0      | 13      | 0      |
| Notts County                                                                     | 1997–98 | 44           | 5            | 3        | 1        | 4             | 0             | 0       | 0      | 0       | 0      | 51      | 6      |
| Notts County                                                                     | 1996–97 | 23           | 0            | 3        | 0        | 0             | 0             | 0       | 0      | 0       | 0      | 26      | 0      |
| Notts C Skupaj                                                                   |         | 80           | 5            | 6        | 1        | 4             | 0             | 0       | 0      | 0       | 0      | 90      | 6      |
| Birmingham City                                                                  | 1996–97 | 3            | 0            | 0        | 0        | 0             | 0             | 0       | 0      | 0       | 0      | 3       | 0      |
| Notts County (posojen)                                                           | 1995–96 | 17           | 2            | 0        | 0        | 0             | 0             | 0       | 0      | 3       | 1      | 20      | 3      |
| Birmingham City                                                                  | 1995–96 | 12           | 1            | 0        | 0        | 4             | 0             | 0       | 0      | 3       | 0      | 19      | 1      |
| Welling United                                                                   | 1994–95 | 19           | 1            | 0        | 0        | 0             | 0             | 0       | 0      | 0       | 0      | 19      | 1      |
| Welling United                                                                   | 1993–94 | 22           | 0            | 0        | 0        | 0             | 0             | 0       | 0      | 0       | 0      | 22      | 0      |
| Skupaj                                                                           |         | 461          | 17           | 36       | 2        | 26            | 0             | 54      | 0      | 9       | 1      | 589     | 20     |
| 1Vsebuje nastope in gole v Premiershipu, Footbal ligi ter Nationwide Conference. |         |              |              |          |          |               |               |         |        |         |        |         |        |

## Dosežki
Notts County
- 1997–98 Football League Third Division (Level 4)

Fulham
- 1998–99 Football League Second Division (Level 3)
- 2000–01 Football League First Division (Level 2)
- 2002 UEFA pokal Intertoto

Liverpool
- Zmagovalec
  - 2004–05 UEFA liga prvakov
  - 2005 Evropski Superpokal
  - 2005–06 FA pokal
  - 2006 Community Shield

- Drugo mesto
  - 2004–05 League Cup
  - 2005 FIFA Svetovno prvenstvo v nogometu
  - 2006–07 UEFA Liga prvakov